# Aspiromitus fusiformis
Aspiromitus fusiformis là một loài rêu trong họ Anthocerotaceae. Loài này được Austin R.M. Schust. mô tả khoa học đầu tiên năm 1992.